# Сијера Морена (Јахалон)
Сијера Морена (шп. Sierra Morena) насеље је у Мексику у савезној држави Чијапас у општини Јахалон. Насеље се налази на надморској висини од 1411 м.

## Становништво
Према подацима из 2010. године у насељу је живело 10 становника.

### Хронологија
| Година       | 2000        | 2005 | 2010 |
| ------------ | ----------- | ---- | ---- |
| Становништво | 19 (11 / 8) | 13   | 10   |

### Попис
| # | Индикатор                     | Вредност |
| - | ----------------------------- | -------- |
| 1 | Укупно домаћинстава           | 2        |
| 2 | Укупно насељених домаћинстава | 2        |
| 3 | Величина локације             | 1        |